# Droga do Francji

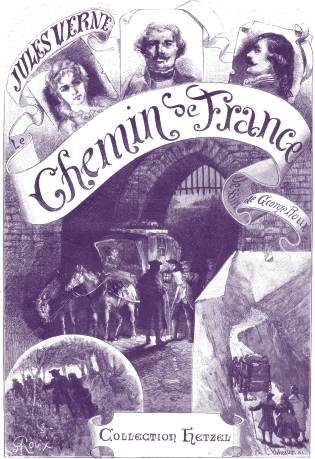
Strona tytułowa francuskiego wydania.

Droga do Francji (fr. Le Chemin de France, 1887) – jednotomowa powieść Juliusza Verne’a z cyklu Niezwykłe podróże.
Wydana w Polsce przez wydawnictwo "Jamakasz" w 2015 roku.
W języku francuskim była drukowana w odcinkach w czasopiśmie Le Temps w sierpniu i wrześniu 1887 r., a w wersji książkowej bez ilustracji pojawiła się jako Le Chemin de France. Suivi de Gil Braltar 3 października 1887 r.